# Шиторф
Шиторф (њем. Schüttorf) град је у њемачкој савезној држави Доња Саксонија. Једно је од 26 општинских средишта округа Графшафт Бентхајм. Према процјени из 2010. у граду је живјело 11.544 становника. Посједује регионалну шифру (AGS) 3456021.

## Географски и демографски подаци
Шиторф се налази у савезној држави Доња Саксонија у округу Графшафт Бентхајм. Град се налази на надморској висини од 33 метра. Површина општине износи 11,2 km². У самом граду је, према процјени из 2010. године, живјело 11.544 становника. Просјечна густина становништва износи 1.027 становника/km².

## Међународна сарадња
| Мјесто    | Држава    | Врста сарадње | Од    |
| --------- | --------- | ------------- | ----- |
| Вризенвен | Холандија | партнерство   | 1988. |
| Извор     |           |               |       |